# Dwars door België 1965
De 21e editie van Dwars door België werd teruggebracht naar 1 rit en werd verreden op Paasmaandag 19 april 1965. Gekozen werd voor start en finish in Waregem en voor een lus door het West-Vlaams Heuvelland, een terugkeer naar Waregem en een tweede lus door de Vlaamse Ardennen.

## Wedstrijdverloop
De start en finish lagen in Waregem. De afstand bedroeg 203 km. Het weer was erg slecht, harde wind, veel regen, overgaand in sneeuw en hagel. Er gingen van de meer dan 100 inschrijvingen slechts 58 renners van start. Al vrij snel ontsnapten de Belg De Ville en de Deen Hasner. Op de Molenhoek in Geluwe had het duo circa 2 minuten voorsprong. Op de klim van de Kemmelberg stond de Deen geparkeerd en moest De Ville alleen verder. In Waregem na 128 km had De Ville een voorsprong van 4'20" op Espriet die dan weer een voorsprong van 1 minuut had op het peloton waarin nog slechts 16 renners zaten. Espriet werd bijgehaald door het peloton nog voor de beklimming van de Kluisberg. Op de top van de Kluisberg na 151 km had De Ville een voorsprong van circa 6 minuten, op de top van de Kwaremont was dit al teruggelopen tot circa 4 minuten. Na de Tiegemberg kreeg De Ville een lekke band en werd ingelopen door het kleine peloton. Er waren enkele aanvallen, echter zonder succes. Uiteindelijk wist Hermans in Vichte te ontsnappen en won zo deze editie van Dwars door België.

## Hellingen
Voor zover bekend moesten de volgende hellingen beklommen worden:
- Molenhoek
- Kemmelberg
- Kluisberg
- Kwaremont
- Tiegemberg

## Eindklassement
| Plaats  | Naam                   | Ploeg | Tijd     |
| ------- | ---------------------- | ----- | -------- |
| Winnaar | Alfons Hermans         |       | 5u32'00" |
| 2       | Julien Haelterman      |       | op 1'15" |
| 3       | Roger De Bruecker      |       | z.t.     |
| 4       | Jos Janssens           |       | op 2'10" |
| 5       | Romain Van Wijnsberghe |       | z.t.     |
| 6       | Robert De Middeleir    |       | op 2'15" |
| 7       | Eric Espriet           |       | z.t.     |
| 8       | Raf Gijsels            |       | z.t.     |
| 9       | Charly Gaul            |       | z.t.     |
| 10      | Leon Verkinderen       |       | z.t.     |

1945 · 1946 · 1947 · 1948 · 1949 · 1950 · 1951 · 1952 · 1953 · 1954 · 1955 · 1956 · 1957 · 1958 · 1959 · 1960 · 1961 · 1962 · 1963 · 1964 · 1965 · 1966 · 1967 · 1968 · 1969 · 1970 · 1971 · 1972 · 1973 · 1974 · 1975 · 1976 · 1977 · 1978 · 1979 · 1980 · 1981 · 1982 · 1983 · 1984 · 1985 · 1986 · 1987 · 1988 · 1989 · 1990 · 1991 · 1992 · 1993 · 1994 · 1995 · 1996 · 1997 · 1998 · 1999 · 2000 · 2001 · 2002 · 2003 · 2004 · 2005 · 2006 · 2007 · 2008 · 2009 · 2010 · 2011 · 2012 · 2013 · 2014 · 2015 · 2016 · 2017 · 2018 · 2019 · 2020 · 2021 · 2022 · 2023 · 2024 · 2025

Lijst van beklimmingen